# Chantal Hudry
Chantal Hudry (1964) è un'ex sciatrice alpina francese.

## Biografia
Discesista pura originaria di Les Belleville, la Hudry vinse la medaglia d'argento ai Mondiali juniores di Auron 1982; non prese parte a rassegne olimpiche né ottenne piazzamenti in Coppa del Mondo o ai Campionati mondiali.

## Palmarès

### Mondiali juniores
- 1 medaglia:
  - 1 argento (discesa libera ad Auron 1982)